# SALON MUSIC
SALON MUSIC（サロン・ミュージック）は、吉田仁と竹中仁見の2人によって構成される日本のニュー・ウェイヴユニット。
13枚のオリジナルアルバム、各レコード会社編集のベスト盤（1998年発表の『girls at our tratt's best!』は新録やremix入り）をリリース、15枚のコンピレーションアルバムに参加。詳細は後述の作品の節を参照のこと。
吉田は岡野ハジメとのQuadraphonics、竹中はSilver Finsという別ユニットの活動も行っていた。

## メンバー
吉田仁（よしだ じん）
ベース、ギター、ボーカル等を担当する。
竹中仁見（たけなか ひとみ）
ギター、キーボード、ボーカル等を担当する。青森県八戸市出身。

## 来歴
1980年、吉田仁と竹中仁見の2人によって結成される。活動開始時はニュー・ウェイヴ全盛期で、小粋で、ねじれたポップ感覚はイギリスでも注目された。
1981年、イギリス・SOUNDS誌ジャパニーズテクノポップチャートで、セルフレコーディングのカセットテープ『hunting on Paris』が首位を獲得。1982年、イギリス、フォノグラムからデビュー。「hunting on Paris」は、アルバム『Tokyo mobile music』に収録され、後にシングルカットされる。同年、カセットマガジンTRA #2に参加。この頃は、六本木ink stickで定期的にライブを行っていた。
1983年、ホンダ・バラードスポーツCR-XなどのCM曲のシングルをリリース。1stアルバム『my girl friday』を発表した。
1984年、高橋ユキヒロプロデュースの2ndアルバム『la paloma show（ラ・パロマ・ショウ）』を発表する。バックにはムーンライダーズが参加している。同年、渋谷公会堂でライブを行う。1月に青山の1999でワインを提供したコンサートを開き、映像がパルコで公開予定だった。
1989年、イギリスの映像作家アンディG.とアランF.P.のスライドとのコラボライブ「psychic ball night」を行う。
1990年、吉田仁は、フリッパーズ・ギターなどの他アーティストの作品のプロデュースやミックスを多数手がけるようになる。これを契機に、小山田圭吾主宰のトラットリア（Tratttoria）・レーベルに移籍しており、以降、アルバムを6枚リリースしている。
2000年、ヨ・ラ・テンゴのオープニング・アクトを、翌年にはスパークスのオープニング・アクトを務める。
2011年、9年振りとなるアルバム『sleepless sheep』をリリース。

## 作品
アルバム
1. my girl friday (1983年) (1993年リイシュー ボーナストラック1曲)
2. la paloma show (1984年) (1993年リイシュー ボーナストラック3曲)
3. topless (1985年)
4. this is (1987年)
5. o boy (1988年)
6. psychic ball (1990年)
7. missing and wishing 1980～1983demo and rare collection (1993年 1stアルバム以前の初期音源集)
8. M★A★S★H (1995年)
9. tiger moth (1996年)
10. chew it in a bite (1996年)
11. kelly's duck (1997年)
12. girls at our trattria best! (1997年)
13. round5 shaggy bee (1999年)
14. new world record (2002年)
15. THIS IS + O BOY (2002年 87年の4枚目と88年発売の5枚目の2枚をカップリングし、デジタル・リマスター化)
16. Anthology SALON MUSIC BEST (2003年 ポニーキャニオン時代のベスト、デュエットに夢中など初CD曲を収録)
17. sleepless sheep (2011年)